# Andropogon benthamianus
Andropogon benthamianus là một loài cỏ thuộc họ Poaceae.
Loài này chỉ có ở Ecuador.

## Hình ảnh

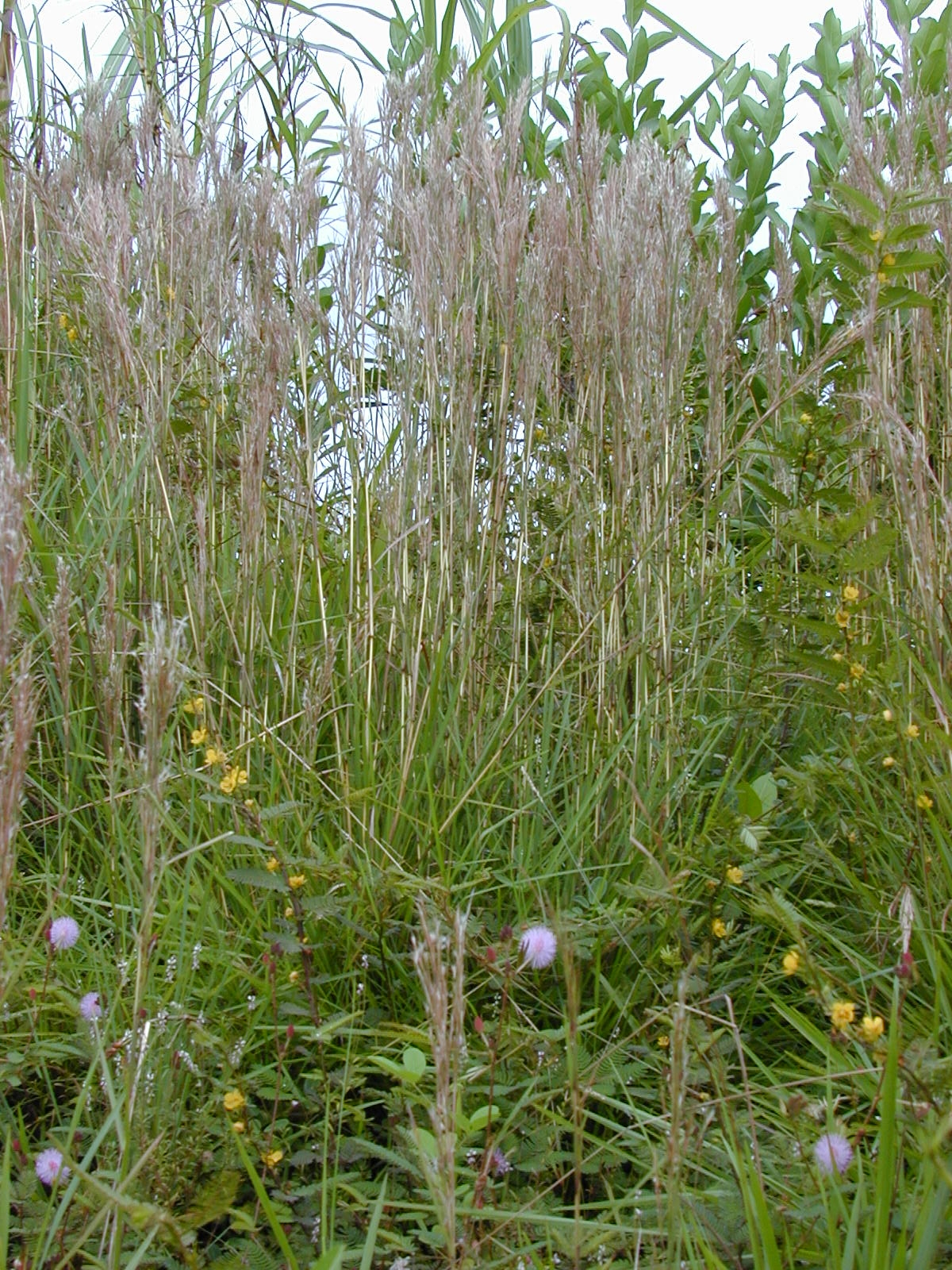
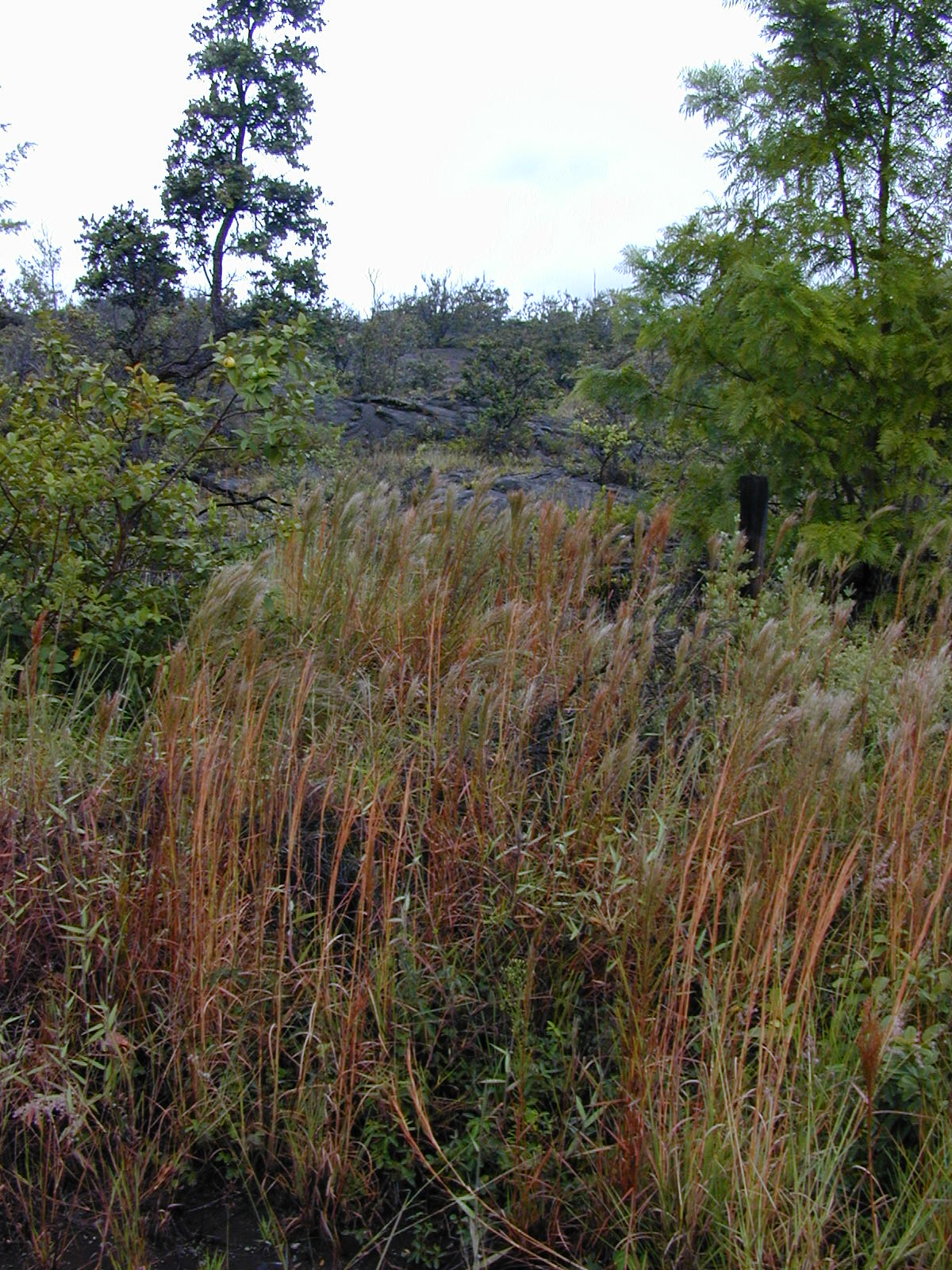
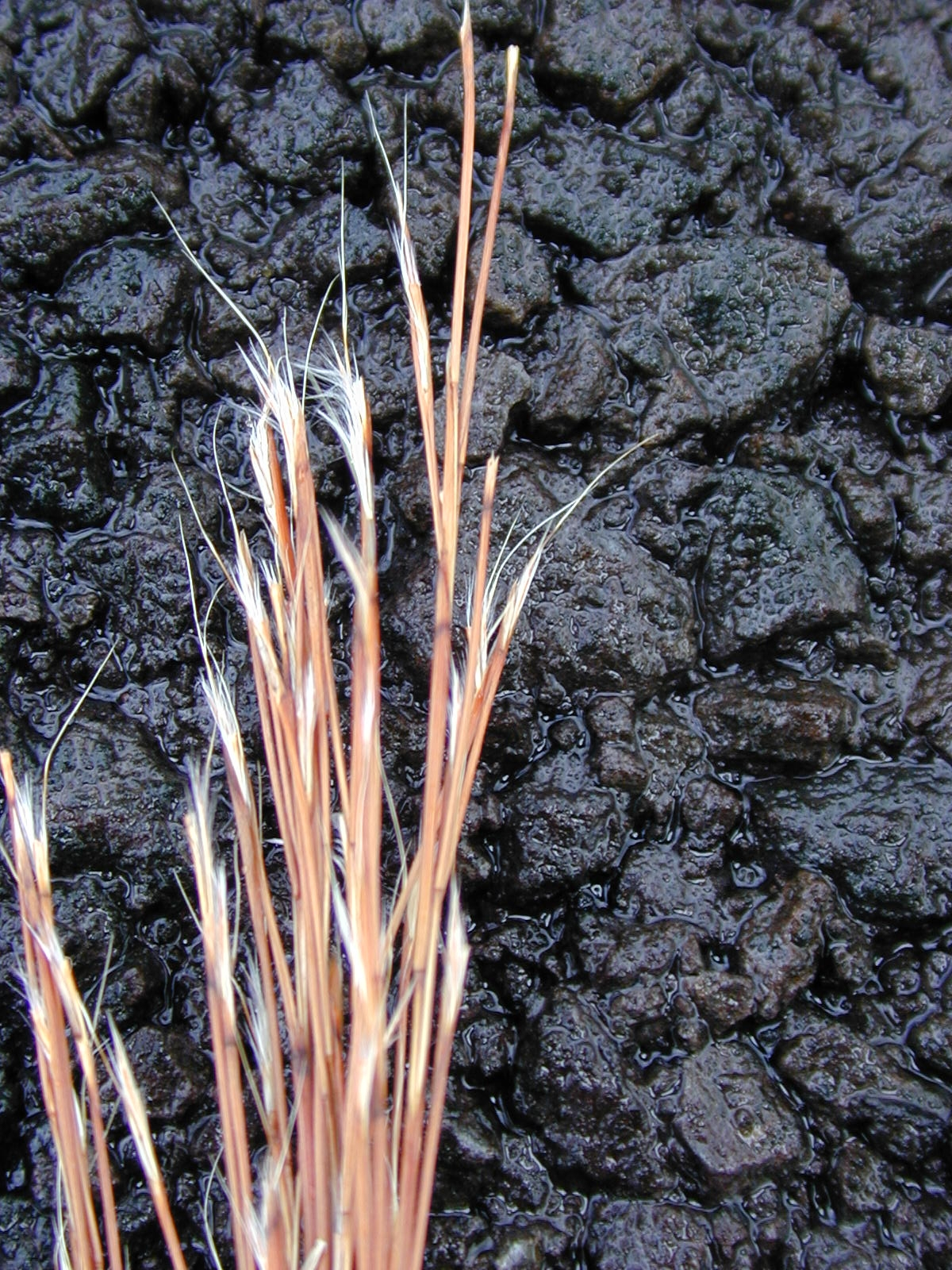